# Cima Termine
Cima Termine in tedesco Endkopf (2 652 m s.l.m.) è una vetta delle Alpi Venoste. Si eleva sul lato orientale del lago di Resia sopra l'imbocco della Vallelunga (Curon Venosta).
Il più vicino rifugio è la Malga di Curon.